# Challenger de Nonthaburi II 2022
El torneo Nonthaburi Challenger II 2022 fue un torneo de tenis perteneció al ATP Challenger Tour 2022 en la categoría Challenger 50. Se trató de la 2ª edición; el torneo tuvo lugar en la ciudad de Nonthaburi (Tailandia), desde el 29 de agosto hasta el 4 de septiembre de 2022 sobre pista dura al aire libre.

## Jugadores participantes del cuadro de individuales
| Favorito | País                    | Jugador           | Rank1 | Posición en el torneo |
| -------- | ----------------------- | ----------------- | ----- | --------------------- |
| 1        | Bandera de Japón        | Yosuke Watanuki   | 118   | Segunda ronda         |
| 2        | Bandera del Reino Unido | Alastair Gray     | 256   | Primera ronda         |
| 3        | Bandera de Japón        | Yasutaka Uchiyama | 264   | Baja                  |
| 4        | Bandera de Kazajistán   | Denis Yevseyev    | 266   | Primera ronda         |
| 5        | Bandera de Brasil       | Gabriel Décamps   | 280   | Semifinales, retiro   |
| 6        | Bandera del Reino Unido | Billy Harris      | 298   | Segunda ronda         |
| 7        | Bandera de Ucrania      | Illya Marchenko   | 308   | Segunda ronda         |
| 8        | Bandera de Alemania     | Nicola Kuhn       | 318   | Baja                  |

- 1 Se ha tomado en cuenta el ranking del 22 de agosto de 2022.

### Otros participantes
Los siguientes jugadores recibieron una invitación (wild card), por lo tanto ingresan directamente al cuadro principal (WC):
- Thanapet Chanta
- Krittin Koaykul
- Kasidit Samrej

Los siguientes jugadores ingresan al cuadro principal tras disputar el cuadro clasificatorio (Q):
- Charles Broom
- Arthur Cazaux
- Chung Yun-seong
- Ben Patael
- Tristan Schoolkate
- Beibit Zhukayev

## Campeones

### Individual Masculino
- Arthur Cazaux derrotó en la final a  Omar Jasika, 7–6(6), 6–4

### Dobles Masculino
- Benjamin Lock /  Yuta Shimizu derrotaron en la final a  Francis Alcantara /  Christopher Rungkat, 6–1, 6–3